# Překládací příbor

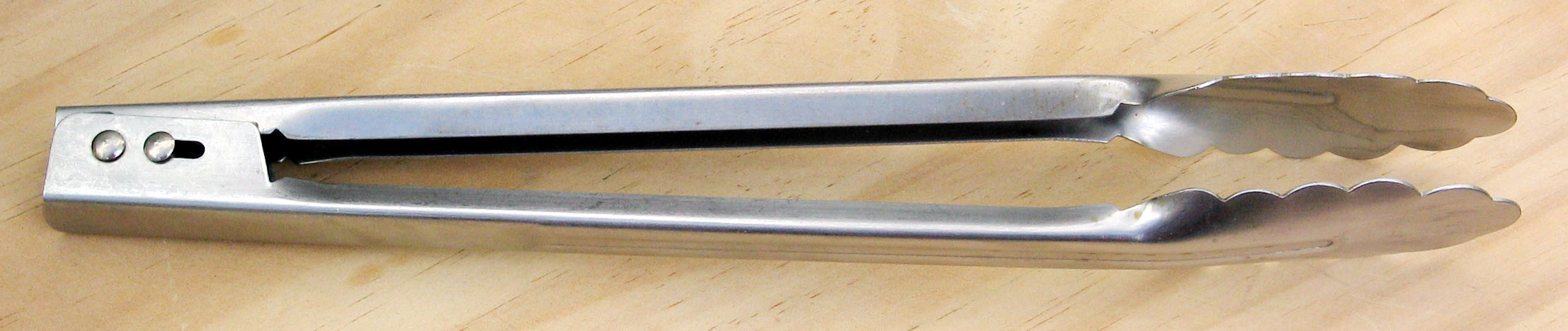
Překládací kleště

Překládací příbor (v kuchařském slangu forleg či bajlák) je větší příbor speciálně určený k přesunu nebo míchání jídla. Používá se například při složité obsluze po francouzském způsobu, kdy jeho pomocí obsluha překládá z mís na talíře hostů. Používat ho ale může také sám host k vlastní obsluze například u švédského stolu.
Skládá se z větších, různě tvarovaných lžic, vidliček a nožů (např. na ryby). Na překládání pokrmů se také mohou používat k tomu uzpůsobené lopatky, naběračky a kleště. Překládací příbor se ale dá v nejhorším složit i ze dvou masových vidliček, dvou polévkových lžic nebo vidličky a lžíce.